# Potamiusz z Lizbony
Potamiusz z Lizbony (IV wiek) – wczesnochrześcijański pisarz, biskup Lizbony od ok. 350 roku. Od 357 roku arianin. Uczestnik synodu w Rimini. Spośród pism Potamiusza z Lizbony zachowały się 4 rozprawy: dwie homilie O Łazarzu i O męczeństwie proroka Izajasza oraz dwa listy Do Atanazego i O substancji.